# Megarctosa gobiensis
Megarctosa gobiensis là một loài nhện trong họ Lycosidae.
Loài này thuộc chi Megarctosa. Megarctosa gobiensis được Ehrenfried Schenkel-Haas miêu tả năm 1936.